# Monte de Caparica
Monte de Caparica, ou Monte da Caparica, é uma vila que pertence ao Município de Almada (Distrito de Setúbal, Portugal). Era sede da Freguesia de Caparica que tinha uma população, em 2011, de 20 454 pessoas numa área de 11,02 km².
A Freguesia de Caparica e a Freguesia da Trafaria formam, desde 2013, no âmbito de uma reforma administrativa nacional, a nova União das Freguesias de Caparica e Trafaria.
A povoação de Monte de Caparica foi elevada à categoria de vila em 1985.

## Descrição geral
A Freguesia de Caparica era uma freguesia com um elevado número de habitantes que tinham vindo gradualmente a aumentar, sendo limitada a norte pelo rio Tejo, a ocidente pelas freguesias da Trafaria e da Costa de Caparica, a oriente pela freguesia do Pragal, e a sul pelas freguesias da Sobreda e Charneca de Caparica. 
Para além da sua sede, incluia outras localidades: Vila Nova, Funchalinho, Areeiro, Granja, Fomega, Alcaniça, Pêra, Torre, Fonte Santa, Serrado, Pilotos, Costas de Cão, Banática e Porto Brandão.
A freguesia teve a sua origem numa bula de 1472, do Papa Sisto IV, sendo a segunda mais antiga do Concelho de Almada.
Ao longo da história, a distribuição da população nesta zona sempre se fez de acordo com os locais que apresentavam melhores condições naturais e também de defesa, daí a existência de diversas fortificações de que há notícias, embora de algumas apenas restem alguns vestígios, como seja a Torre Velha ou de São Sebastião, junto a Porto Brandão.
Contemporaneamente, a Caparica foi das freguesias mais desenvolvidas do Município de Almada, onde se fizeram várias apostas na habitação municipal e no apoio aos mais pobres. Rompeu as barreiras de dormitório, concentrando em si o maior pólo científico e tecnológico do Município.
A freguesia de Caparica oferecia inúmeros serviços como: mercado, bancos, correios, praça, centros de saúde e hospitais, escolas primárias, escolas secundárias, escolas profissionais, universidades, escolas superiores de educação e de enfermagem etc.).
Uma forte aposta na inovação traduz-se já na construção da primeira fase de um meio de transporte público inovador, o metro, que liga as freguesias do Município.
É banhada por uma orla marítima com cerca 10 km até à Barra do Tejo, que abrange as freguesias da Costa de Caparica, Porto Brandão, Trafaria e, através de uma interligação entre o mar, a natureza e a intervenção humana, permite momentos inesquecíveis, desde as suas praias, jardins até aos seus monumentos.
A evolução da freguesia acompanhou o restante do Município, assistindo-se, a partir da segunda metade do século XIX, a uma diminuição das áreas agrícolas, que até então eram a atividade principal.
Em 1950, a Freguesia de Caparica possuía uma população maioritariamente operária, já pela década de 1960 verifica-se uma mudança de população para o tipo tipo residencial. Começam então a fixar-se profissionais de serviço que por vários motivos não conseguem habitação em Almada. A Caparica tem sofrido um crescimento global, consequência de dois componentes fundamentais: a evolução de saldo migratório e evolução do saldo fisiológico. Assim, de 25 185 habitantes em 1984, passou para 35 916 em 1997.
Com uma densidade populacional de 641 pessoas/km², a freguesia tem vindo a assistir, nos últimos anos, a um fenómeno de urbanização acelerada através da ocupação de grandes áreas pela construção civil e grandes concentrações de população, das quais se destacam os bairros sociais da Vila Nova e as cooperativas de habitação.

## Monumentos históricos
É de se salientar a existência de alguns monumentos históricos:
- Miradouro dos Capuchos - com excelentes vista não só sobre Lisboa como também sobre toda a margem do Tejo até Cascais;
- Convento dos Capuchos - mandado construir por Lourenço Pires de Távora (1558) para substituir a casa conventual da Ordem Franciscana;
- Lazareto - construído em 1869, foi um dos melhores e maiores do género na Península Ibérica, anos mais tarde abrigou o Asilo 28 de Maio;
- Igreja de Nossa Senhora do Monte de Caparica - foi primeiramente uma ermida, situada num monte e dedicada a Santa Maria, tendo sido elevada a categoria paroquial em 1472 pelo Papa Sisto IV;

## Serviços
O Monte de Caparica tem:
- Monte Caparica Atlético Clube;
- duas instituições bancárias;
- NOVA School of Science and Technology;
- Universidade Egas Moniz;
- escolas superiores;
- duas escolas de 1º Ciclo, duas do Ensino Básico e Secundário, vários Jardins-de-Infância públicos e privados;
- duas clínicas;
- Instituto Português da Qualidade;
- centro de grupos desportivos;
- mercado, cafés e restaurantes;
- cemitério;
- farmácias;

## Vida social
Trata-se de uma vila bastante movimentada, quer durante a semana por estudantes, quer ao fim de semana, quando as pessoas se dirigem ao mercado ou quando vão à praia. População festeira, não deixa passar os dias consagrados a santos populares, participando nas marchas organizadas pela Câmara Municipal de Almada. Também as festas populares a 24 de Junho, em honra de Nossa Senhora do Monte, são intensamente vividas por toda a população.
O Monte de Caparica é uma zona de grande potencial, parecendo repleta de objetivos para o futuro: um dos principais projetos da zona é a construção de um parque de ciência e tecnologia em articulação com a Faculdade de Ciências Tecnológicas de Lisboa. Propõe-se também um estudo de integração paisagística das unidades industrial existentes na frente ribeirinha. A reabilitação da falésia ribeirinha é considerada também uma prioridade.
A valorização turística é a salvação do património, destacando-se a recuperação e remodelação de um edifício do século XIX para unidade hoteleira; são exemplos significativos para o desenvolvimento que todos os seus habitantes desejam da melhor qualidade, nesta freguesia.